# 애비규환
《애비규환》은 2020년에 개봉한 대한민국의 코미디 영화이다. 최하나 감독이 연출했고 크리스탈, 장혜진, 최덕문, 이해영, 강말금이 출연했다. 혼전임신을 하게 된 대학생이 부모의 인정을 얻기 위해 갑자기 사라진 남자친구를 찾아나서는 데서 시작되는 이야기이다.
크리스탈(정수정)의 첫 영화 주연작이자, 최하나 감독의 데뷔작이다. 제작 당시 감독과 주연 배우 모두 90년대생인 것으로도 화제가 되었다.

## 줄거리
김토일은 19살 과외 학생과 교제 중 임신하게 된다. 이 사실에 토일의 엄마와 새아빠는 크게 실망하고, 토일은 15년 동안 보지 못했던 친아버지를 찾아 나서기로 결심한다. 친아버지를 찾아가는 여정에서 토일은 친아버지와 새아버지에 대한 기억들을 떠올리게 된다. 막상 친아버지를 만날 준비가 되지 않았음을 깨달은 토일은 그를 마주치고 도망친다. 한편, 토일이 친아버지를 찾아 떠난 것에 실망한 새아빠 태효는 그녀를 걱정한다. 토일이 집을 비운 사이, 아기의 아빠인 남자친구는 사라져 버린다. 결국 토일의 친아빠와 새아빠는 함께 사라진 남자친구를 찾아 나서는 여정을 떠나게 되고, 이 과정에서 여러 가지 웃지 못할 해프닝들이 벌어진다.

## 캐스팅
- 크리스탈 : 김토일 역
- 장혜진 : 배선명 역
- 최덕문 : 김태효 역
- 이해영 : 최환규 역
- 강말금 : 호훈 엄마 역
- 남문철 : 호훈 아빠 역
- 신재휘 : 장호훈 역
- 장햇살 : 복남 역
- 이진주 : 일월 역
- 김미향 : 외할머니 역
- 김삼일 : 외할아버지 역
- 박새벽 : 어린 토일 역
- 박응수 : 최선생 A 역
- 김준범 : 최선생 B 역
- 이주원 : 최선생 C 역
- 김영선 : 최선생B아내 역
- 김늘메 : 배드민턴회원 1 역
- 송철호 : 배드민턴회원 2 역
- 이승철 : 배드민턴회원 3 역
- 백경원 : 배드민턴회원 4 역
- 이창수 : 스님 역
- 신미영 : 복통튀김여자손님 역
- 박정원 : 복통튀김남자손님 역
- 김하솔 : 복통튀김손님딸 역
- 정소영 : A중학교 학생 1 역
- 김민주 : A중학교 학생 2 역
- 최주영 : A중학교 학생 3 역
- 주공이 : 고등학교 친구 1 역
- 장이정 : 고등학교 친구 2 역
- 박규리 : C중학교 학생 1 역
- 진수빈 : C중학교 학생 2 역
- 지지은 : C중학교 학생 3 역
- 윤선지 : C중학교 학생 4 역
- 정이수 : B중학교 학생들 역
- 박지우 : B중학교 학생들 역
- 서민경 : B중학교 학생들 역
- 우서연 : B중학교 학생들 역
- 박소진 : B중학교 학생들 역
- 강종성 : 만화방할아버지 역
- 오승우 : 만화방손님들 역
- 이지환 : 만화방손님들 역
- 최호형 : 만화방손님들 역
- 조수인 : 길가는중학생 1 역
- 황지수 : 길가는중학생 2 역
- 유지아 : 토일의어린딸 역
- 김정원 : 물썰매장 손님 역
- 정하윤 : 물썰매장 손님딸 역
- 이나경 : 오리배 손님 역
- 오예원 : 오리배 손님딸 역
- 방재호 : 사회자 역
- 지은 : 예식장직원 역
- 최지영 : 오리배 매표소직원 (목소리 출연) 역

## 제작
시나리오 초안은 최하나 감독이 2016년 한예종 졸업 작품으로 쓴 장편 시나리오였다.
최하나 감독은 《음식남녀》, 《결혼 피로연》 같은 리안 감독의 초기작과 《좋지 아니한가》와 같은 2000년대 중반 한국 코미디 영화를 닮고 싶었다고 말했다. 주변 사람들의 이야기를 참조하여 주인공 토일의 인물상을 만들었는데, 아이를 가지고 5개월이 지나 가족에게 알린다는 설정은 친구의 오빠에게서, '토일'이라는 이름은 친구의 남자친구 이름에서 따왔다.
촬영은 2019년 9월에 끝났으며 영화의 주요 배경인 대구시에서 주로 이루어졌다. 인천광역시에서도 진행되었는데 학교 장면은 인천미래생활고등학교와 신명여자고등학교 등에서 찍었다.

## 같이 보기
- 2020년 대한민국의 영화 목록

## 수상
- 2020년 제25회 부산국제영화제 한국영화의 오늘 - 파노라마